# Alopecosa irinae
Alopecosa irinae este o specie de păianjeni din genul Alopecosa, familia Lycosidae, descrisă de Lobanova, 1978. Conform Catalogue of Life specia Alopecosa irinae nu are subspecii cunoscute.